# 贝尔杰吉
贝尔杰吉（義大利語：Bergeggi），是意大利萨沃纳省的一个市镇。总面积3.45平方公里，人口1170人，人口密度339.1人/平方公里（2009年）。ISTAT代码为009010。